# John Bentley
John Bentley (Dewsbury, 5 settembre 1966) è un ex rugbista a 13 e a 15, che giocava nel ruolo di tre quarti ala in entrambi i codici della disciplina; rappresentò nel 13 l'Inghilterra e la Gran Bretagna, e nel 15 ancora l'Inghilterra e i British and Irish Lions.

## Carriera
Bentley iniziò la carriera nel rugby a 15, raggiungendo a soli 21 anni la convocazione in Nazionale per l'incontro con l'Irlanda e per il successivo tour estivo del 1988 in Australia.
In seguito voltò le spalle al XV per passare al XIII (che in quel periodo offriva maggiori guadagni in quanto campionato professionistico) nelle file dei Leeds Rhinos.
Dopo quattro anni a Leeds fu acquistato dall'Halifax RLFC guadagnandosi nel 1992 la convocazione nella Gran Bretagna, e nel 1995 quella per l'Inghilterra con cui prese parte alla Coppa del Mondo di quell'anno.
Nel 1996, dopo il passaggio al professionismo del rugby a 15, firmò un ingaggio con il Newcastle contribuendo in modo decisivo alla promozione in Premiership e alla successiva conquista del primo titolo del club.
Le sue prestazioni gli fecero guadagnare nuovamente la convocazione in nazionale, a 9 anni di distanza dalla precedente.
Nel 1997 fu anche convocato nel tour dei British Lions in Sudafrica, nel corso del quale mise a segno una delle sue più spettacolari mete, a Johannesburg contro la provincia di Gauteng, al termine di un'azione nella quale tenne palla per 60 metri di campo.
Dopo una breve parentesi con il Rotheram, tornò nel rugby a 13 vestendo nuovamente la maglia dell'Halifax.